# Siegfried I. (Vianden)
Siegfrid I. von Vianden war Graf von Vianden (1154–1171) und Vogt von Prüm, nach seinem Tod erbte sein jüngerer Bruder Friedrich II. die Grafschaft Vianden.
Gegen 1156 ging Siegfried I. eine Allianz mit seinem einstigen Rivalen, Graf Heinrich IV. von Luxemburg gegen den Erzbischof von Trier, Hillin von Fallemanien ein. Ziele dieses Bündnisses waren der Wiedergewinn der Burgen Arras für Friedrich und Manderscheid für Heinrich. Nach einigen Plünderungen des Trierer Landes kam es zur Einigung zwischen den verfeindeten Parteien. Trier behielt zwar beide umstrittene Burgen, händigte im Gegenzug aber dem Grafen von Luxemburg die Stadt Macher aus und der Graf von Vianden soll weiter nicht identifizierte Befestigungen erhalten haben.